# Hymenophyllum liukiuense
Hymenophyllum liukiuense là một loài dương xỉ trong họ Hymenophyllaceae. Loài này được Christ. mô tả khoa học đầu tiên năm 1901.
Danh pháp khoa học của loài này chưa được làm sáng tỏ. 